# Grand Terrace, Kalifornien
Grand Terrace är en stad (city) i San Bernardino County, i delstaten Kalifornien, USA. Enligt United States Census Bureau har staden en folkmängd på 12 220 invånare (2011) och en landarea på 9,1 km².